# Gymnothorax baranesi
Gymnothorax baranesi is een straalvinnige vissensoort uit de familie van murenen (Muraenidae). De wetenschappelijke naam van de soort is voor het eerst geldig gepubliceerd in 2008 door Smith, Brokovich & Einbinder.